# Lally Stott
Harold "Lally" Stott, född 16 januari 1945 i Prescot, död 6 juni 1977, var en engelsk artist och låtskrivare.

## Biografi
Stott skrev och spelade in låten Chirpy Chirpy Cheep Cheep, och fick först en hit i Italien och sedan Australien. 1970 spelade Middle of the Road in sin version och nådde överst tå topplistorna i flera länder, däribland den brittiska. I Sverige nådde denna version även första plats på såväl Kvällstoppen som Tio i topp. I USA var det emellertid Mac & Katie Kissoon som 1971 fick en hit med sin version. 
Tillsammans med andra skrev Stott sedan ytterligare låtar åt Middle of the Road som Sacramento (A wonderful town), Samson and Delilah, Bottoms up, Tweedle Dee, Tweedle Dum och The talk of all the USA.
Stott dog 1977 i en trafikolycka, då han färdades på en Harley-Davidson.

## Diskografi

### Under artistnamnetLally Stott
- Signora Jones (Harold Stott/Giuseppe Cassia) (1968)
- Chirpy Chirpy Cheep Cheep (Harold Stott) (1970)
- Jakaranda (Harold Stott) (1971)
- Father Christmas (Please remember me (Lally Stott) (1971)
- Sweet Meeny (Harold Stott) (1972)
- Bimbyloo (Lally Stott) (1973)